# Israel Kamakawiwoʻole
Israel Ka‘ano‘i Kamakawiwoʻole, mais conhecido como Israel Kamakawiwo'ole ou Bruddah IZ (pronúncia IPA [kamakaʋiwoˈʔole]; Honolulu, 20 de maio de 1959 – Honolulu, 26 de junho de 1997), foi um cantor e compositor havaiano. Kamakawiwo'ole, que usava também o nome "Braddah IZ", foi muito famoso em sua terra natal e era descendente de uma linhagem pura de nativos havaianos. Nunca ocultou a sua posição a favor da independência do Havaí e de defesa dos direitos dos nativos. É um dos nomes mais conhecidos do estado americano do Havaí.

## Biografia
Em 20 de Maio de 1959, nos últimos dias da era territorial do Havaí, três meses antes das ilhas havaianas se tornarem o 50º estado dos Estados Unidos, um bebê nasceu na histórica hospitalar Kuakini de Honolulu, cuja voz uniria o povo havaiano e seria ouvida por todo o mundo. Ele era o terceiro filho de Evangeline Keale Kamakawiwo'ole, uma mulher havaiana nascida em Ni'ihau, e Henry "Tiny" Kaleialoha Naniwa Kamakawiwo'ole, um parte-havaiano nascido em O'ahu. Seus pais orgulhosos sabiam que ele seria especial antes mesmo de ele emitir seus primeiros vocais ousados.
Eles o chamaram de Israel Ka'ano'i Kamakawiwo'ole. Em havaiano seu último nome significa "o olho destemido". Henry e Evangeline iriam pressionar Israel muito mais do que seu irmão e irmãs; ele não podia errar. Este filho da terra era de uma raça rara, um havaiano quase puro de linhagem incomum; ele podia traçar suas raízes ancestrais para uma ilha que, ainda hoje, continua a ser a mais havaiana de todas, a chamada ilha "proibida" de Ni'ihau.
Sua primeira experiência no desempenho estava em barcos a vapor em Waikiki, onde seu pai era um segurança e sua mãe era a gerente. Ele tinha que atender todo mundo e passava o tempo com Gabby Pahinui e os Filhos de Hawai'i. Com 10 anos de idade, iriam chamá-lo no palco com seu Ukulele. Israel ganhou a admiração e louvor de seus anciãos. Todos os músicos pensavam que Israel tinha e era algo especial. Eles sabiam que um dia ele seria alguém. Por agora, eles o chamavam de "o garoto com o Ukulele".
Israel, agora no início da adolescência, passou por uma mudança de país. Israel não tinha ideia, como a mudança para Wai'anae Costa de O'ahu, causaria uma mudança fundamental em sua vida. Em Makaha, ele formaria uma banda que iria balançar as ilhas.
O encontro casual de dois estudantes truant (Israel e John Koko) na praia foi o começo de uma banda que todos conheceriam em breve como Makaha Sons of Ni'ihau. Os Makaha Sons gravaram 21 álbuns, ganharam muitos prêmios Hoku Na e mudaram a história da música havaiana.
Em 1993, após uma temporada de sucesso como um dos membros dos Makaha Sons of Ni'ihau, IZ (nome artístico internacional adotado por Israel) decidiu aventurar-se por conta própria. "Ele procurou-me por causa do meu sucesso como produtor de gigantes da música havaiana contemporânea, como os irmãos Cazimero, irmão Noland, Rap Reiplinger e muito mais. O nosso encontro iria definir o cenário da música havaina e também o rumo do resto da carreira dele. Contou-me que desejava uma carreira solo e queria a minha ajuda para traçar esta nova empreitada na indústria da música. Ele sentiu que a minha reputação como produtor e a força da minha empresa (Mountain Apple Company Inc.) se adequava perfeitamente às suas necessidades. Nosso relacionamento floresceu e até o resto de sua vida, eu era o produtor do IZ, confidente e mentor musical. Nosso primeiro lançamento foi o seu notável CD solo "Facing Future" - Jon de Mello.
A produção, focada na voz impressionante de Israel, deu um pontapé em sua carreira solo de forma extremamente bem sucedida. Após "Facing Future", veio o lançamento de mais cinco gravações notáveis: "E Ala E" (1995), "N Dis Vida" (1996), "IZ In Concert: O homem e sua música" (1998), "" Alone In IZ Mundial "" (2001) e "Wonderful World" (2007). "Facing Future" continua a ser o mais vendido álbum de música havaiana no mundo. Em 2002, foi certificado ouro pela RIAA, a primeira vez que uma etiqueta havaiana conseguia o feito. Em 2005, ganhou um disco de platina pela venda de mais de 1 milhão de unidades. Em seguida, "Alone In IZ World" foi certificado ouro. A cada ano que passa, a presença de IZ na indústria da música e as vendas de suas gravações continuam a crescer, apesar das tendências contrárias àquele tipo de som que cercavam a indústria. Uma história surpreendente sobre um homem surpreendente, o homem referido por alguns como o Hawaiian Suppaman (Superhomem Havaiano).
Enquanto IZ sempre foi reverenciado no Havaí, sua influência em todo o mundo veio mais tarde. A música de IZ primeiramente ganhou atenção nacional em meados de 1990. O escritor da Billboard Magazine, Dave Reece cita: "Em 1997, em apenas sete semanas, músicos havaianos-cidadãos de um Estado cuja população é uma fração de todos os outros, apareceram no Top World Music Albums. Ainda mais impressionante foi a contagem individual marcada pelo querido vocalista, falecido Israel Kamakawiwo`ole. Seu álbum 'N Dis Vida' ficou notáveis 39 semanas nos top Albums e ele emocionado escreveu uma carta para seu público onde a frase marcante fora: "Ouvintes de todo o mundo estão se tornando conscientes do poder da música", incluindo aqueles envolvidos no cinema e na televisão. Estes grandes fãs insistiram no desejo de que a música de IZ fosse usada em seus projetos. Desta forma, quanto mais IZ foi exposto ao mundo, mais fãs surgiam. A Universal Films contactou a Moutain Apple Company Inc sobre uma licença exclusiva para usar a gravação "Over The Rainbow/What A Wonderful World" no filme Meet Joe Black ("Encontro Marcado" no Brasil).
A chamada foi o resultado do diretor Martin Brest ("Perfume de Mulher", "Beverly Hills Cop"), o amor desta versão notável. Em seguida, eToys.com adotou a música do IZ para uma série de comerciais de televisão nacionais. A voz de Israel foi combinada a estes comerciais de televisão, que celebram a descoberta de um mundo cheio de admiração. Este sucesso levou à um artigo no Washington Post e no TV Guide. Mais exposição levou a mais fãs, e os fãs estavam realmente apaixonados pela música. Em dezembro de 2000, o autor de best-seller Dean Koontz, honrou Israel na frente de seu novo livro "A partir do canto de seu olho". A citação de Koontz presta homenagem ao poder desta música: "Como eu escrevi este livro, a música singular e bela do falecido Israel Kamakawiwo'ole estava sempre brincando. Espero que o leitor encontre prazer na minha história igual à alegria e consolo que eu encontrei na voz, o espírito, e o coração de Israel Kamakawiwo'ole." Koontz seguiu esta homenagem por mais um kudo para IZ em outro best-seller livro "Uma porta do Céu", lançado em dezembro de 2001, dizendo: "Pela segunda vez (a primeira ter sido como eu trabalhei em a partir do canto do olho), eu escrevi um romance, enquanto escuta a música singular e bela do falecido Israel Kamakawiwo'ole. Quando eu mencionei Bruddah Iz em que o livro anterior, muitos de vocês escreveram para compartilhar seu entusiasmo por sua música, que afirmada a vida. Dos seus seis CDs, os meus favoritos pessoais são "Facing Future", "Em Dis vida", e "E Ala E". "Uma vez que uma presença tão grande quanto IZ fica se movendo, é muito difícil de parar, e isso não aconteceu. O impulso continuou no final de 2000, como mais uma vez sua música foi destaque em um grande filme, "Finding Forrester", estrelado por Sean Connery e dirigido por Gus Van Sant ("Good Will Hunting"). A única pista vocal incluída na trilha sonora do filme com Miles Davis, Ornette Coleman e Bill Frisell, IZ expostos a fãs de jazz de todo o mundo, e responder que eles fizeram. Em julho de 2001, a música de IZ atingiu a tela grande mais uma vez, desta vez no filme "Made", estrelado por Vince Vaughan e Jon Favreau. Em 29 de janeiro de 2001, America On Line (AOL) incluiu informações sobre IZ em sua tela de boas-vindas, inédito para um músico havaiano. Milhões de assinantes da AOL foram introduzidas para IZ e sua música como eles conectado on-line.
2001 também viu o lançamento do CD do IZ, "Alone In IZ World", que estreou #1 no Mundial da Billboard Chart e #135 na Billboard Top 200. Este CD é um dos 12 únicos a estrear #1 na parada mundial. Manteve-se de forma consistente no Top 10 do Mundo da Billboard Chart, até que foi obrigado a mudar-se para a carta Catálogo Mundial, onde se tem mantido um ranking estável desde seu lançamento. Na verdade, "Facing Future" manteve-se na Carta Mundial por surpreendente 493 semanas com "Alone In IZ World" ficou lá por 300 semanas (todos no top 5), cada um com nenhum indício de vacilante. Para este dia, a música de IZ ainda está nas paradas da Billboard, Facing Future está caindo em cima de 700 semanas no top 10 da parada Mundial, Alone In IZ Mundial tem sido na parada por 423 semanas e Wonderful World goza de 150 semanas na parada (no final de 2009). O lançamento de "Alone In IZ World" rendeu artigos no prestigiado Washington Post e Chicago Tribune e de novo, mais fãs seguido. Em maio de 2002, o produtor John Wells selecionado a música de IZ para o bom avaliado programa de televisão "ER". Wells colocou-o no final da temporada, que foi visto por 50 milhões de pessoas. Após a exposição de sua música em "ER", IZ foi destaque na revista People e Parade Magazine.
Mais uma vez, a exposição trouxe mais fãs mais leais e apaixonados. O resultado, mesmo ainda mais a exposição quando a música foi usada no filme 50 First Dates, estrelado por Adam Sandler e Drew Barrymore. A música serviu para destacar a cena emocional final, desenhando raves de telespectadores. Imediatamente após o lançamento do filme, "Over The Rainbow" chegou a R & R (Radio & Records) Adult Contemporary Chart, bem como a Billboard AC Individual, subindo de forma constante, como as estações de rádio AC em todo o país começaram a adicionar a música para suas listas de reprodução. A capacidade de vocal de Israel para fazer uma conexão imediata com o ouvinte fez dele um favorito dos grandes agências de publicidade. Suas gravações são destaques em comerciais de todo o mundo, que permanecem em rotação por causa da habilidade única de Israel para se conectar. Por razões que não podem ser adequadamente explicadas ou entendidas, as pessoas se sentem bem quando ouvem a sua voz, eles se sentem seguros e eles se sentem felizes. Não importa quem você é ou de onde você é. Não importa se você é um motorista de caminhão ou uma estrela de cinema. Essa característica única indefinível que está no cerne de toda grande música queima brilhante na voz de Israel Kamakawiwo'ole. É por essa razão que os havaianos em todo o mundo consideram-no seu porta-estandarte. É por isso que seus fãs incluem Bette Midler, Adam Sandler, Jim Carey, Sarah Jessica Parker, Sean Connery, Drew Barrymore, Dean Koontz, Paul Simon, Jimmy Buffett, Jon Favreau, New York Mets Benny Agbayani, o diretor Martin Brest, os produtores John Wells e Zalman King, Sumotori Konishiki, Akebono e Musashimaru, e as pessoas de boa vontade em todo o mundo.

## Carreira
Um de seus álbuns mais famosos foi Facing Future, de 1993, trabalho que o lançou para a fama mundial, onde consta o tema "Somewhere over the Rainbow/What a Wonderful World", uma versão que mistura dois clássicos da música dos E.U.A.: "Somewhere Over the Rainbow", do filme The Wizard of Oz (br: O Mágico de Oz / O Feiticeiro de Oz), e "What a Wonderful World", onde apenas se ouvem a sua voz suave acompanhada pelo seu ukulele, que rapidamente se tornou um êxito mundial e que lhe rendeu vários prêmios. Essa música aparece em diversos episódios de séries norte-americanas como Cold Case, E.R. e Young Americans, no qual a música "Somewhere over the Rainbow" tocou no primeiro episódio e no último, sendo a música a encerrar definitivamente a série; também foi trilha dos filmes Meet Joe Black (br: Encontro Marcado, de 1998), Finding Forrester (br: Encontrando Forrester, de 2000) e, mais recentemente, 50 First Dates (br: Como se Fosse a Primeira Vez, de 2004).

### Morte
Ao longo da sua carreira musical, Israel Iz debateu-se com muitos problemas de saúde relacionados com o seu peso excessivo, chegando a pesar 343 kg, num corpo com 1,88 m. Em 1997, com 38 anos, faleceu devido a problemas respiratórios causados pela obesidade mórbida.
Mais de 10 000 pessoas compareceram ao seu funeral em 10 de julho de 1997, o caixão de madeira estava no edifício do Capitólio, em Honolulu. Ele foi a terceira pessoa na história do Havaí a receber esta honra (os outros dois foram o senador Spark Matsunaga e o governador John A. Burns). Suas cinzas foram espalhadas pelo Oceano Pacífico na praia M'kua em 12 de julho de 1997.

### Legado
Em 2001 foi lançado Alone in IZ World, um álbum póstumo contendo vários sucessos e temas inéditos, relançado em 2010, com o mesmo sucesso e que viria ser muito popular e usado em anúncios publicitários, em vários países como a Alemanha, iniciativas de caridade nos Países Baixos, muitas são as formas e instituições que têm utilizado o medley "Somewhere over the Rainbow/What a Wonderful World".

## Curiosidade
O "1T IZ Tenor Ukulele" é um tributo criado para homenagear o falecido artista. Ele foi criado com o favorito de IZ 'ukulele em mente, mantendo a qualidade e artesanato de alta, ótimo para sua coleção de ukuleles.
Este ukulele apresenta uma construção de mogno acolchoado bonito, uma placa frontal Leste jacarandá indiana decorada com embutidos "IZ" em koa havaiano e uma flor de hibisco incrustada na cor rosa pérola awabi.

## Discografia

### Com osMākaha Sons of Ni'ihau
- 1976: No Kristo
- 1977: Kaheao O Keale
- 1978: Keala
- 1978: Live' at Hank's Place*
- 1979: Makaha Sons of Ni`ihau
- 1981: Mahalo Ke Akua
- 1984: Puana Hou Me Ke Aloha
- 1986: Ho`Ola
- 1990: Makaha Bash 3
- 1991: Ho`Oluana
- 1999: Na Mele Henoheno - Vol. 2

### Solo
- 1990: Ka 'Ano'i
- 1993: Facing Future
- 1995: E Ala E
- 1996: N Dis Life

### Álbuns de compilação
- 1998: IZ In Concert: The Man and His Music
- 2001: Alone in IZ World
- 2007: Wonderful World
- 2011: Somewhere Over the Rainbow: The Best of Israel Kamakawiwo'ole

### DVD
- 2002: Island Music, Island Hears
- 2002: The Man And His Music
- 2002: Hot Hawaiian Nights